# Vyšeslava Kyjevská
Vyšeslava Svjatoslavovna Kyjevská (polsky Wyszesława Światosławówna; 1047? – † po 1089) byla princezna Kyjevské Rusi a polská kněžna a královna, manželka vládce Polska Boleslava II. Smělého. Byla dcerou Svjatoslava II. Jaroslaviče a jeho manželky Kilikie.

## Život
Její původ zaznamenal kronikář Jan Długosz. Za polského knížete Boleslava se provdala před rokem 1069, protože v tom roce se narodil jejich jediný syn Měšek. Zřejmě byla společně s manželem korunována na Štědrý den v roce 1076 v Hnězdně.
V roce 1079 se společně s manželem a synem odebrala do uherského exilu. O dva roky později (1081/82) Boleslav II. zemřel za záhadných okolností, zřejmě byl otráven. V roce 1086 se společně se synem Měškem vrátila do Polska. Gallus Anonymus píše, že se zúčastnila pohřbu svého syna, který byl v roce 1089 otráven také. To je také poslední zmínka o manželce Boleslava II.
Novodobí historici, mezi nimi také Oswald Balzer ve své knize Genealogia Piastów (1895), odmítají jméno a původ manželky Boleslava II. Prý měla spíše německý nebo ruský původ.[zdroj?] Existuje také teorie, že právě královna Anežka (Agnes Regina), jejíž úmrtí je zaznamenáno ve Zwiefalten, byla manželkou Boleslava II. a že náležela k rodu Přemyslovců.